# Jimmy T. Murakami
Pour les articles homonymes, voir Murakami.
Jimmy Teruaki Murakami, (村上輝明　Murakami Teruaki), est un réalisateur américain né le 5 juin 1933 à San José (Californie) et mort le 16 février 2014 à Dublin.

## Filmographie sélective
- 1967 : The Breath
- 1967 : George... the People
- 1969 : The Good Friend
- 1975 : Passing
- 1979 : Death of a Bullet
- 1980 : Les Mercenaires de l'espace (Battle Beyond the Stars)
- 1982 : Le Bonhomme de neige (The Snowman)
- 1986 : Quand souffle le vent (When the Wind Blows)
- 1990 : Dream Express
- 2001 : Un chant de Noël (Christmas Carol: The Movie)